# Haworthia heidelbergensis
Haworthia heidelbergensis är en grästrädsväxtart som beskrevs av Gerald Graham Smith. Haworthia heidelbergensis ingår i släktet Haworthia och familjen grästrädsväxter.

## Underarter
Arten delas in i följande underarter:
- H. h. heidelbergensis
- H. h. minor
- H. h. scabra
- H. h. toonensis